# Højkultur
En højkultur er i historievidenskaben et tidligt samfundssystem, som gjorde fremskridt før end andre kulturer, men det er i høj grad omstridt, hvilke kulturer, der skal betragtes som "højkulturer". Mest bekendt er vel Arnold J. Toynbees definition og analyse af begrebet i bogen A study of history, og det er sjældent, at den nuværende verdenshistorie regner med flere end en snes højkulturer. Under alle omstændigheder udmærker de sig i forhold til forgængere og efterfølgere bl.a. ved følgende kendetegn:
- reguleret landbrug (kunstvanding, opbevaring af forråd, handel)
- eksistensen af byer (frugtbart område, handelsknudepunkt, militærisk sikkerhed, organiseret samfund)
- institutionaliseret forvaltning (planlægning, hierarki, organiserede regerings-, rets- og administrationssystemer og/eller et slagkraftigt militærvæsen)
- arbejdsdeling, samfundsklasser med specialisering, professionelle soldater
- skrift (handel, planlægning)
- struktureret religion (f.eks. med en funktionsopdelt gudeverden monoteisme)

## Begrebets oprindelse og brug
Udtrykket højkultur blev udformet i anden halvdel af det 19. århundrede. På daværende tidspunkt blev det i forbindelse med teorierne om evolutionisme antaget, at der var en næsten lovlig række af kulturelle manifestationer, hvor udvikling altid førte fra det enkle til det komplekse. I dette udviklingsforløb kaldte man det højeste trin i et samfunds kompleksitet for "højkultur". Denne betragtningsmåde er fx anvendt af H. Schurtz i "Urgeschichte der Kultur" E.B. Tylos i "Primitive Culture", af John Lubbock i "Origin of Civilisation" og af Lewis H. Morgan i "Ancient Society". I det tyvende århundrede blev det evolutionistiske syn på kulturelle fænomener imidlertid underkastet en grundlæggende kritik, fx blev det kritiseret af Friedrich Ratzel, og i Danmark af Martin Vahl og Gudmund Hatt, der i værket "Jorden og Menneskelivet" blandt andet skriver: "Det fremhæves med Rette, at man ingenlunde uden videre tør opfatte de saakaldte Naturfolk som en Art forstenede Fortidslevninger, illustrerende Stadier på vor Kulturs Udviklingsvej. Ethvert Folkeslag og enhver Kulturform har sin egen Udviklingshistorie; og Naturfolkenes Konservatisme viser sig i mange Tilfælde at have været mindre urokkelig, end man almindeligt antog for et par Aartier siden. Rent bortset fra, at de fleste Naturfolk med stor Villighed optager europæiske Kulturelementer, finder vi - hvor det er muligt at tilvejebringe Oplysninger om Tiden før den europæiske Paavirkning - at Omdannelse af Kulturforraadet gennem Tilpasning til naturlige Omgivelser og gennem Paavirkning fra Nabokulturer har fundet Sted, om end i et langsomt Tempo, ogsaa før den vesteuropæiske Civilisation begyndte sit Sejrstog. Endvidere viser det sig, at Ligheder i Redskaber, Husformer, Dragt, Arbejdsmetoder, Institutioner, religiøse Forestillinger o.s.v. ingenlunde altid lader sig forklare ved en simpel Henvisning til "Menneskeaandens Enhed", men undertiden maa bero paa Kulturpaavirkninger eller Kulturvandringer, der i mange tilfælde har bredt sig over store geografiske Omraader." Allerede på daværende tidspunkt ansås hovedkulturformerne som værende tilpassede de stedlige, naturbetingede vilkår, omend man erkendte, at visse kulturformer var udviklet senere end andre, hvis eller når forholdene gjorde dette hensigtsmæssigt.
I moderne forskning synes betragtningsmåden kun acceptabel i en modificeret form som neo-evolutionisme. Kritikken var især rettet mod ideen om historiske fremskridt hen imod højere former for civilisation. Højkulturskonceptet var således problematisk, og sondringen mellem højkultur og marginale kulturer blev opgivet i etnologien. I videnskabshistorien taler man stadig om højkulturer, men uden den tidligere kulturrevolutionære baggrund og de tilhørende evalueringer i betydningen "højere" og "lavere" udviklingstrin. Da udtrykket "højkultur" betragtes som partisk på grund af dets historie, erstattes det ofte med udtryk som komplekst samfund, bysamfund, civilisation eller arkaisk stat. Disse udtryk er blevet overtaget fra terminologien i den engelsksprogede faglitteratur.
I videnskabshistorien tjener højkultur og de nyere ækvivalenter af dette udtryk til at betegne en type samfund, der grundlæggende adskiller sig fra mindre komplekse samfund med hensyn til dens organisationsgrad og civilisationens resultater. Egenskaber ved denne type, der ofte forekommer, men ikke altid, er en udviklet teknik (metallurgi) og landbrug (pløjning, overskudsproduktion), markeds- og pengeøkonomi, skriftsprog, social differentiering og arbejdsdeling, centraliserede politiske organer med institutionaliseret styre og administrativt udstyr, en differentieret religion med præstedømme samt byer og monumentale bygninger. Der er imidlertid ingen konsensus i forskningen om, hvilke af disse kriterier er nødvendige og tilstrækkelige til, at en kultur kan betragtes som en højkultur.

## Historie
De første høje kulturer var de såkaldte hydrauliske kulturer, der udviklede sig ved floder. De mesopotamiske kongeriger Sumer, Babylon og Assyrien blev skabt ved Eufrat og Tigris, det egyptiske rige ved Nilen, Harappa-kulturen ved Indus og de kinesiske imperier ved Den Gule Flod. Floder er imidlertid ikke et obligatorisk krav, fordi de amerikanske avancerede civilisationer udviklede sig, omend meget senere, uden tilknytning til flodsystemer. Gennem transport og fredelig byttehandel fremmer floder en decentraliseret civilisation, kultur og vareudveksling. Den tilvejebringer proteiner gennem fiskeri og skaldyrsbanker og tilstrækkeligt med drikkevand og vand til drivkraftformål. Således blev nomadiske jægere og samlere mere fastboende fiskere, husdyravlere, landmænd og til sidst (høj)kulturfolk. De periodiske oversvømmelser gjorde landet frugtbart, hvilket gjorde det muligt at drive mere intensivt landbrug. For etablering af kunstvanding og dæmninger er en social organisation nødvendig. Fordelingen af knap frugtbar jord og fordelingen af vandforbrug i centraliserede kulturer kræver administration og jurisdiktion. Oplagring af korn er påkrævet i år med dårligere høst. Opbevaring kræver også organisering og planlægning. For at beregne oversvømmelsen bruges en kalender, der kræver viden i matematik og astronomi, ofte ved sammenkædning med mytologi. Der var også behov for matematik og geometri ved udformningen og opførelsen af huse samt til dels byplanlægning ved etableringen og udviklingen af byerne. Endelig stillede stadigt større befolkningssamlinger stigende krav til regulering af opførsel, og de fastlagte samfundsmæssige normer blev nedfældet i lovsystemer.
Ifølge Herbert Wilhelmy kunne højkulturer udvikle sig, hvis der ved dyrkningsarbejde blev produceret så store regelmæssige madoverskud, at der var tilstrækkelige mængder af kulhydratholdige fødevarer, der kunne opbevares i kortere eller længere tid: hvede i Orienten, ris i Østasien, majs i Mellemamerika, kartofler i Andesbjergene. Derudover var også organiseret handel og transport og den traditionelle overskudsproduktion af langtidsholdbare proteinkilder såsom røget og speget kød, som ost og andre gærede mælkeprodukter og vin samt brugen af keramik, salt, ild og metal også vigtig.
I de avancerede civilisationer blev sociale normer kodificeret som love. Parallelt med dannelsen af politiske organisationer udviklede næsten alle statshierarkisk organiserede (patriarkalske) samfund en krigerstand og et religiøst præsteskab, som kunn understøtte herskeren som værende indsat af guderne.
Der var en relativt tidlig vareudveksling mellem mesopotamierne og egypterne. Harappa-kulturen deltog også i Mesopotamien-handelen. Ny forskning kan føre til bedre indsigt i opfindelsen af skriftsprog, fordi man må antages, at disse blev opfundet flere gange. Der er således ikke grund til at formode, at fx den kinesiske skrift udviklede sig fra de sumeriske og egyptiske tegn.

## Udbredelse
De tidligste højkulturer i Eurasien og Afrika opstod i Mellemøsten. Der udvikledes tidlige højkulturer i Egypten (fra 4000 f.Kr.), Sumer (ca. 4. årtusinde f.Kr. til 2004 f.Kr.), Elam (ca. fra 3500 f.Kr. til 600 f.Kr.) og Akkad (ca. 2340-2200 f.Kr.) og i de syriske byer Mari (ca. 2900 f.Kr. til 1759 f.Kr.) og Ebla (ca. det sene 3. årtusinde f.Kr. og mellem 1800 og 1650 f.Kr.) ). På det indiske subkontinent omkring 2800 f.Kr. Indus- eller Harappa-kulturen, der kan dateres tilbage til 1800 f.Kr. Oase- eller Oxus-kulturen (ca. 2200 f.Kr. Til 1700 f.Kr.) blomstrede i Centralasien, Erlitou-kulturen i Kina (ca. 2000-1500 f.Kr., skrivning fra ca. 1250 f.Kr.).
I Mellem- og Sydamerika opstod flere høje kulturer: Maya (ca. 3000 f.Kr. til ca. 900 e.Kr.), Olmec (ca. 1500 f.Kr. til 400 f.Kr.), Aztekere (fra 14. århundrede til midten af det 16. århundrede) Århundrede), Inka (fra 13. århundrede til midten af 1500-tallet) og Caral i Peru (omkring 2627 f.Kr.)
Som de sene højkulturer i Mellemøsten regnes Assyrien, Babylonien, det persiske imperium og medernes og hittitternes kulturer, i og ved Middelhavet den minoiske kultur, den mykeniske kultur samt kulturerne hos fønikere, karthagenere og etruskerne, i Centralasien Göktürk-kulturen, i Sydøstasien Khmerriget og i Afrika det aksumitiske imperium.

### Tidlige højkulturer

#### Asien og Afrika
- Sumerer (i Mesopotamien) (ca. 4000-3000 f.Kr. til 2004 f.Kr.)
- Induskulturen (ca. 2800 f.Kr. til 1800 f.Kr.)
- Egypten (ca. fra 3150 f.Kr. til 395 n. Chr.)
- Kinas Xia-dynasti (ca. 2200 f.Kr. til ca. 1800 f.Kr.)
- Oasekulturen eller Oxus-Kulturen i Karakorum i Centralasien (ca. 2200 f.Kr. til 1700 f.Kr.)

#### Amerika
- Byen Caral i Peru (2627 f.Kr.)
- Olmekerne i Mexiko (ca. 1500 f.Kr. til 400 f.Kr.)

### Senere kulturer
- Assyrien
- Babylonien
- Persien
- Lilleasien
  - Hittitterne
  - Troja
- Middelhavsområdet
  - Minoisk kultur (se også: Kreta)
  - Mykensk kultur
  - Fønikerne
  - Antikkens Grækenland
  - Etruskerne
  - Romerriget
  - Byzantinske rige
  - Islams blomstringstid
- Amerika
  - Inkaerne
  - Mayaerne
  - Aztekerne

## Oswald Spengler
Kulturhistorikeren Oswald Spengler præsenterede i sit større værk Der Untergang des Abendlandes (1918-1922), en teori om avanceret civilisation, der skabte stor opmærksomhed i de følgende årtier. Ifølge Spengler er otte civilisationer hidtil udviklet i løbet af menneskets historie: den egyptiske, den babylonske, den indiske, den kinesiske, den antikke, den tidlige kristen-byzantinsk-arabisk, den mexicanske og den vesteuropæiske (som han kaldte abendländische, aftenlandske). Spengler vendte sig mod det daværende udbredte eurocentriske perspektiv, som herskede indenfor historievidenskaben. Han kritiserede datidens syn på historien, der fokuserede på vestlig historie, og hvis traditionelle opdeling i antikken, middelalderen og den moderne tid udgør den kronologiske ramme. For Spengler står de otte avancerede civilisationer side om side på lige fod, hver især er et selvstændigt fænomen. De gennemgår de samme stadier af udvikling og "livsfaser" som et enkelt individ, omtrent som en plante, og skal derfor betragtes som levende organismer.
Spengler mente, at kulturhistorien ikke kontrolleres af menneskelige vilkårlige handlinger men forløber som en biologisk proces. Således er "livet" i højkulturerne tidsbegrænset, deres forfald og død er uundgåelig. Levetiden for en højkultur er, ifølge Spengler, normalt omkring et årtusinde. Faldet markerer overgangen fra "kultur" til "civilisation". I denne sammenhæng betyder "civilisation" en unaturlig tilstand, den sidste fase af kulturudviklingen, som ifølge Spenglers vurdering af den vestlige civilisation begyndte i begyndelsen af det 19. århundrede. Spengler begrænsede således ikke udtrykket "højkultur" til den almindelige brug af historisk og generelt sprog i tidlige kulturer fra antikken. Snarere inkluderede han sin egen tid som et sent stadium i den "occidentale" højkultur og forventede fremtidig fremkomst af nye højkulturer.